# Pulper

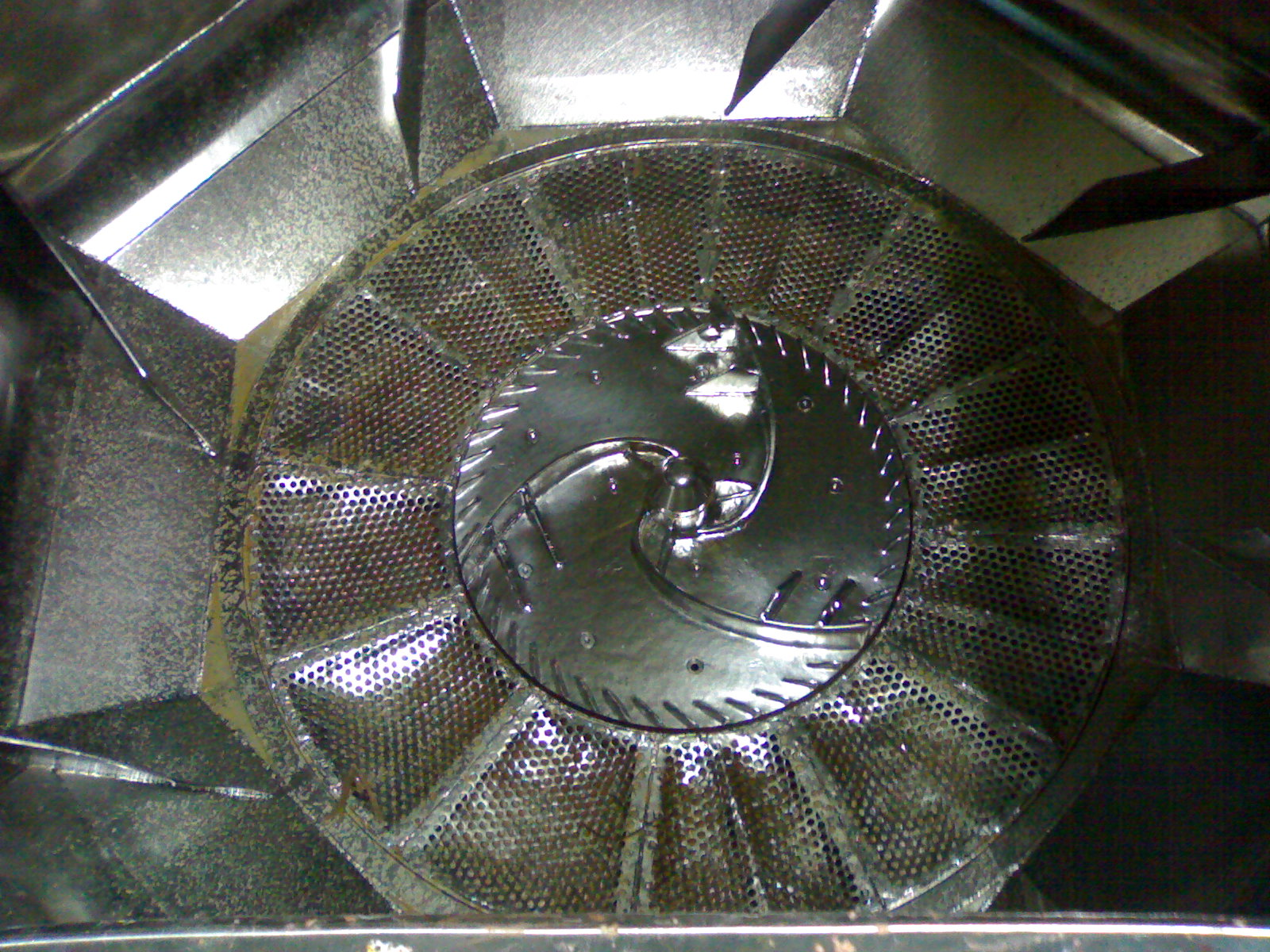
Een pulper

Een pulper is een machine die gebruikt wordt bij de productie van papier. Zowel oud papier als ook celstofbalen worden met een pulper met water vermengd.
Een pulper is een tank met een opening, waardoor het grondstofmateriaal, celstof of oud papier, kan worden geschoven. Op de bodem of aan de zijkant van de pulper zorgt een zeer krachtig roerwerk voor de benodigde turbulentie. De vezels in de balen of in het oud papier worden in kleine mate door contact met het roerwerk en in grote mate door de door het roerwerk opgewekte turbulenties en schuifkrachten in de water-vezelmassa losgemaakt van de overige vezels.
Een pulper kan continu of batchgewijs worden bedreven. In beide gevallen wordt de vezelwatermassa door de pomp afgezogen waarbij een gatenplaat moet worden gepasseerd. De gatenplaat houdt de te grote delen tegen. De gatenplaat bevindt zich direct achter het roerwerk. Bij een batch bedreven pulper bevindt zich een opslagtank na de pulper, omdat de rest van het papierproductieproces continu is.
Er zijn twee soorten pulpers beschikbaar:
- Een lage-consistentie pulper met een consistentie van 4 tot 6%.
- Een hoge-consistentie pulper met een consistentie van 12 tot 18%.

De hoge-consistentie pulper heeft als voordeel een hogere energie-efficiency. Het proces met de lage-consistentie pulper is eenvoudiger uit te voeren. De hoge-consistentie pulper wordt altijd batchgewijs bedreven, omdat de vezelbrij met een dermate hoge consistentie niet verpompbaar is. In de pulper wordt vezelmassa dus nog verdund.
Soms worden ook nog hulpstoffen toegevoegd, zoals natronloog, dat de pH van de massa hoger maakt. Hierdoor kan de vezel beter zwellen, dat wil zeggen water opnemen in de vezel, waardoor de diameter van de vezel toeneemt. Deze behandeling vergemakkelijkt het prepareren van de vezel later in het productieproces.
Zeker bij oud papier wordt een touw of ijzerdraad in de pulper gehangen, waaromheen zich grove verontreinigingen draaien, zodat al in de pulper een grove reiniging wordt verkregen.
De volgende behandeling in het papierproductieproces is meestal de ontstipper of de dikstofreiniging.